# Brillenfibel

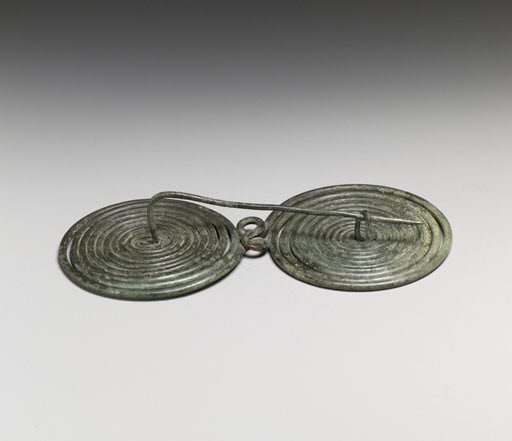
Brillenfibel aus Italien, 8./7. Jh. v. Chr.

Die Brillenfibel ist eine bronzene Gewandspange zum Zusammenhalten der Kleidung. Die Benennung der Fibel ergibt sich aus den beiden spiralförmigen Zierelementen, welche an große Brillengläser erinnern.

## Beschreibung
In der Regel besteht die Brillenfibel aus einem einzigen Stück langem Draht, der zu zwei großen Spiralen aufgerollt wurde. Zwischen diesen Drahtspiralen kann – gewissermaßen als Brillenbügel – eine Schleife eingefügt sein (siehe Bild rechts). Die beiden Enden des Drahts befinden sich jeweils im Zentrum der Spirale: das eine davon bildet die Nadel, das andere wird zu einem Haken gebogen, welcher diese aufnimmt und damit den Schließmechanismus bildet. Die Fibel verfügt über keine Feder, die Schließwirkung ergibt sich allein durch die Materialspannung.
Brillenfibeln sind ein charakteristischer Trachtbestandteil der jüngeren Bronzezeit und älteren Eisenzeit, insbesondere der Hallstattzeit, d. h. etwa des 9. bis 6. Jh. v. Chr. Sie waren weit verbreitet, ihr Vorkommen erstreckt sich von Polen über ganz Mitteleuropa bis nach Italien und Griechenland. Aufgrund ihres charakteristischen Aussehens und der einfachen Herstellung werden Brillenfibeln heute wieder hergestellt, etwa für Souvenirshops von Museen oder im Rahmen des Reenactments.